# Фонд за социјално осигурање војних осигураника
Фонд за социјално осигурање војних осигураника (СОВО), једна је од организационих јединица у саставу Сектору за финансије и контролинг Министарства одбране Републике Србије, надлежна за реализацију права, обавеза и одговорности у правном промету у односу на средства за финансирање здравственог осигурања и материјалног обезбеђења којима располаже, што му омогућава да остварује стручну, пословну и другу сарадњу, закључује уговоре и обавља друге послове са физичким и правним лицима.

## Историја
Зачетак СОВО-а везује се за фебруара 1835. године, када је Књаз Милош Обреновић донео два акта о пензијама и то за удовице:
- Вожда Карађорђа (госпођи Петровић у износу од 500 талира),
- Војводе Антонија Пљакића (госпођи Пљакић у износу од 100 талира),
- Младена Миловановића (госпођи Миловановић у износу од 100 талира) .

Ступањем на снагу Закона о устројству Војске по први пут се у Србији 2. фебруара 1865. године уводе и војне пензије. По овом закону подофицири, након 12 година проведених у чину, могли да се пред крај истека рока у Војсци, обуче и припреме за неку будућу цивилну службу, најчешће на железници или пошти. Они који нису желели цивилну службу добијали су отпремнину у износу од 1.200 динара.
Након реформом српске војске Краљевине Србије од 1987. године право на пензију стичу и подофицири који то право до тада нису имали.
Војнопензијски систем у Краљевини Југославије почев од 30. септембра 1931. године уређен је одредбама члана 300. Закона о устројству Војске и морнарице.
Након завршетка Другог светског рата, у периоду од 1945. године до 1972. године, пензије војних лица су биле уређене одредбама основног закона о пензијском осигурању.
Када је Савезна скупштина је СФР Југославије 21. децембра 1972. године донела Закон о пензијском и инвалидском осигурању војних осигураника, материја пензијског и инвалидског осигурања војних осигураника у потпуности уређена и издвојена из општег режима.
Заједница социјалног осигурања војних осигураника, основана је 1. јануара 1973. године, и од тог датума је почела са радом.
Следи 1985. године доношење Закон о пензијском и инвалидском осигурању војних осигураника, а 1994. године и оснивање Фонда за социјално осигурање војних осигураника, који је 19. марта 2010. године по одлуци министра одбране потчињен Управи за традицију стандард и ветеране Сектора за људске ресурсе Министарства одбране.
Дана 31. децембра  2011. године на основу Уредбе Владе о обиму и начину преузимања имовине, обавеза и запослених од Фонда за социјално осигурање војних осигураника у Републички фонд за пензијско и инвалидско осигурање. извршена је консолидација Фонда за СОВО и РФ ПИО у сегменту пензијског и инвалидског осигурања а почев од 20. јануара 2012. године Фонд за СОВО је почињен Управи за војно здравство Министарства одбране Републике Србије.
Из Фонда за социјално осигурање војних осигураника СОВО, почев од 1. јануара 2012. године изузета је надлежности пензијског и инвалидског осигурања војних осигураника, која је консолидован у систем пензијског и инвалидског осигурања Републике Србије. Даном ступања на снагу ове Уредбе престаје да важи Уредба о надлежностима, делокругу, организацији и начину пословања Фонда за социјално осигурање војних осигураника   а Фонд за СОВО као правно лице постаје организације за обавезно социјално осигурање у којем се остварују права из обавезног здравственог осигурања војних осигураника и обезбеђују средства за здравствено осигурање и материјално обезбеђење корисника права у складу са законом којим се уређује здравствено осигурање војних осигураника.
Годину данија касније (21. октобра 2013. године) следи нова одлука министра одбране, по којој се Фонд за социјално осигурање војних осигураника перпотчињава Сектору за буџет и финансије Министарства одбране. Овај сектор је 19. јуна 2017. године по одлуци министра одбране о организационим променама у Министарству одбране, Сектор за буџет и финансије је преименован у Сектор за финансије и контролинг, тако да је данас Фонд за социјално осигурање војних осигураника потчињен Сектору за финансије и контролинг Министарства одбране.

## Делатност
Основна делатност Фонда за СОВО је:
- остваривање права и обавеза из обавезног здравственог осигурања војних осигураника,
- обезбеђивање средстава за здравствено осигурање и материјално обезбеђивање корисника права у складу са законом којим се уређује здравствено осигурање војних осигураника.[7]

Фонд за социјално осигурање војних осигураника, своју делатност реализује кроз обављање следећих послова:
- коришћење здравствене заштите у војним здравственим установама, цивилним здравственим установама и у иностранству,
- набавке лекова, санитетског материјала и медицинске опреме,
- стамбеног обезбеђења корисника војне пензије,
- накнаде дела трошкова за становање корисника војне пензије,
- посмртну помоћ и погребне трошкове за кориснике војне пензије,
- наменског и економичног коришћења средстава здравственог осигурања, здравственог осигурања војних осигураника,
- сарадња са осталим републичким министарствима и организацијама која се баве пословима из области социјалног осигурања.